# Ляшенко, Варвара Савельевна
Варвара Савельевна Ляшенко (1917—1943) — советская лётчица, участница Великой Отечественной войны, лейтенант, командир звена 502-го штурмового авиаполка.

## Биография
Родилась в 1917 году в городе Николаеве, ныне Николаевская область Украины. Жила на улице Рабочей, дом № 97.
Закончив среднюю школу, сразу пошла работать и записалась в аэроклуб. В 1937 году закончила Херсонскую школу летчиков-инструкторов, после чего считалась военнослужащей Красной Армии. С 1941 года была инструктором летной школы в Алма-Ате. Там же встретила своего будущего мужа, летчика Алексея Орехова. Уже летом они поженились. С начала Великой Отечественной войны Варя и ее муж просились на фронт, но преподавательский состав отпускали крайне неохотно. Лишь в начале 1942 года Алексей стал летчиком-истребителем в 762-м иап. Варвара смогла попасть на фронт только после появления на свет их сына Александра. 
Член ВЛКСМ с 1932 года. Кандидат в члены ВКП(б) с 1943 года.
С 10 августа 1942 года служила в 502-м шап, летала на связном По-2 - 40 вылетов в боевой обстановке, ни одного невыполненного задания. 18 августа под Дербентом разбился капитан А.И. Орехов, после ранения в голову служивший командиром эскадрильи 6-го отд. учебно-транспортного авиаполка. Узнав о смерти мужа, Варя начала переучиваться с «кукурузника» на Ил-2. И с 15 января 1943 года стала летчиком-штурмовиком. На том же аэродроме в БАО служила ее сестра Александра, которой она оставляла сына во время учебы или боевых заданий, а в промежутках между вылетами бежала кормить грудью малыша. Иногда сестра или мама приносили ребенка прямо к самолету.
За первые 7 успешных вылетов в феврале 1943 года младший лейтенант Ляшенко получает орден Отечественной войны I-й степени и становится командиром звена. Как вспоминал прикрывавший штурмовики в воздухе летчик-истребитель Дважды Герой Советского Союза маршал авиации Н.М. Скоморохов: "Варя владела самолетом мастерски. Ее ведомые любили и понимали своего командира и старались, видимо, вовсю, так как строй был плотный, атаки смелы, дерзновенны. Над целью они делали, как правило, так много заходов, что еле-еле хватало горючего для того, чтобы добраться до своего аэродрома в Майкопе. Иногда и без горючего садились на наш аэродром".
8 марта 1943 года, ко дню женщин, армейская газета писала:

«В одном из наших подразделений работает замечательная женщина-пилот товарищ Ляшенко. На своем штурмовике Ляшенко делает зачастую по два-три боевых вылета в день на штурмовку врага. Она в совершенстве изучила сложную машину Ил-2. «Отважная дочь советского народа лейтенант В.Ляшенко успешно громит фашистскую нечисть. На её боевом счету 41 вылет на штурмовку живой силы и техники противника».

Также она продолжает преподавать. К 26 апреля 1943 года, согласно представлению на орден Красного Знамени, подписанному командиром 502-го шап подполковником Смирновым, лейтенант Ляшенко переучила 10 летчиков, ранее не летавших на Ил-2. Кроме того, в апреле Варвара перегнала из Куйбышева новый Ил-2 на расстояние свыше 1500 км без единого лётного происшествия.
Погибла 3 мая 1943 года при выполнении боевого задания — в районе станицы Крымская её самолет был сбит прямым попаданием зенитного снаряда. Первый вылет 3 мая прошел удачно, она покормила сына и отправилась на второй, в котором тяжело ранило бортстрелка. Затем эскадрилья капитана Василия Сивочуба делает третий за это утро вылет на штурмовку войск противника. С боевого задания не возвращаются два самолета. Самого комэска и командира звена Варвары Ляшенко. Оба штурмовика упали в месте расположения немецких частей. Все три летчика - капитан Сивочуб, его бортстрелок ефрейтор Петр Березнев и лейтенант Ляшенко - выбыли из списков полка как погибшие при выполнении боевого задания (в свой последний вылет Варя ушла одна).
По иронии судьбы, приказ о ее награждении орденом Красная Звезда поступил в отдел кадров 214-й штурмовой авиадивизии в тот же день. Поэтому получить вторую награду она уже не смогла.
Памятный знак ей был установлен в городе Краснодаре на Всесвятском кладбище (офицерский участок, могила № 1243). Над ним взяли шефство красные следопыты - ученики школы № 6. Скорее всего, это либо так называемый "кенотаф" (символическая пустая могила), либо там похоронен кто-то другой, поскольку лейтенант Ляшенко до недавнего времени числилась пропавшей без вести.
В конце 2014 года у поселка Саук-Дере краснодарские поисковики нашли место падения Ил-2, который мог пилотироваться Варварой Ляшенко. В самолете были останки только одного летчика со значком парашютиста-инструктора образца 1931 года, ростом 160-165 см и в гражданских летних туфлях 35-го размера. Остальные знаки различия, награды, документы, личное оружие и шлемофон сняты немецкими солдатами на сувениры. Но фото останков, показанные специалистам, подтверждают вероятность принадлежности их к женским.
Сына Сашу, оставшегося сиротой, воспитала его тетка Александра Савельевна Ляшенко. Известно, что у него родилась дочь Варвара Александровна Орехова. 

## Награды
О боевых результатах Ляшенко можно узнать из донесения заместителя командира полка по политической части майора Шрамова:

«Лейтенант Ляшенко Варвара Савельевна, кандидат ВКП(б) с 1943 года, имеет 12 боевых вылетов, за проявленные мужество и отвагу в борьбе с немецкими оккупантами дважды награждена правительственными наградами».